# República Dominicana en los Juegos Paralímpicos de Pekín 2008
La República Dominicana estuvo representada en los Juegos Paralímpicos de Pekín 2008 por un deportista masculino. El equipo paralímpico dominicano no obtuvo ninguna medalla en estos Juegos.